# Apatomyza proboscidea
Apatomyza proboscidea är en tvåvingeart som beskrevs av Lamas, Evenhuis och Márcia Souto Couri 2003. Apatomyza proboscidea ingår i släktet Apatomyza och familjen svävflugor. Inga underarter finns listade i Catalogue of Life.